# Cimetière municipal d'Azul
Le cimetière municipal d'Azul (en espagnol : Cementerio municipal de Azul) est un cimetière situé dans le partido d'Azul, dans la province de Buenos Aires, en Argentine.
Construit en 1938, le lieu est marqué par une entrée de style art déco issu du travail de l'architecte Francisco Salamone.

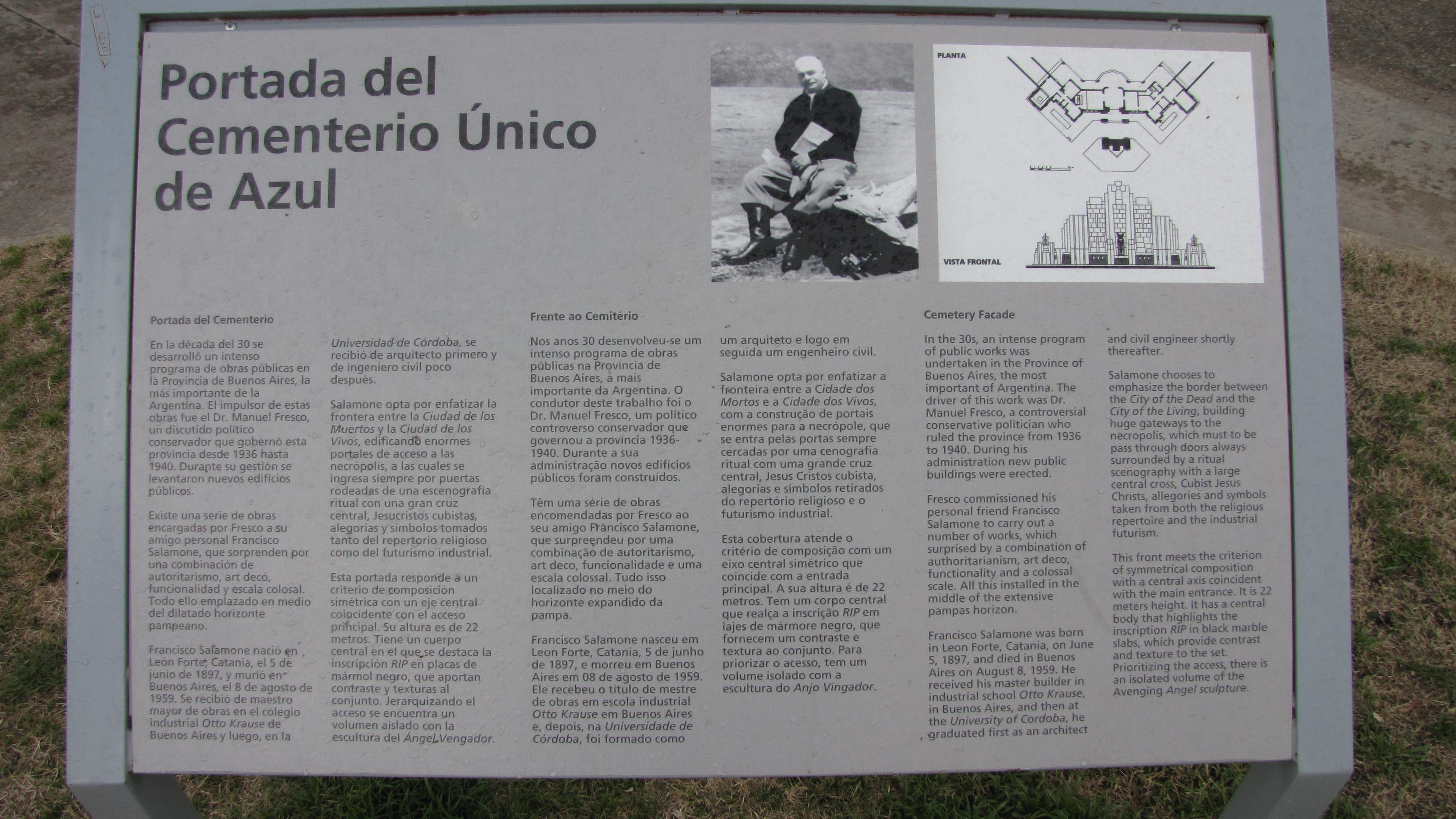
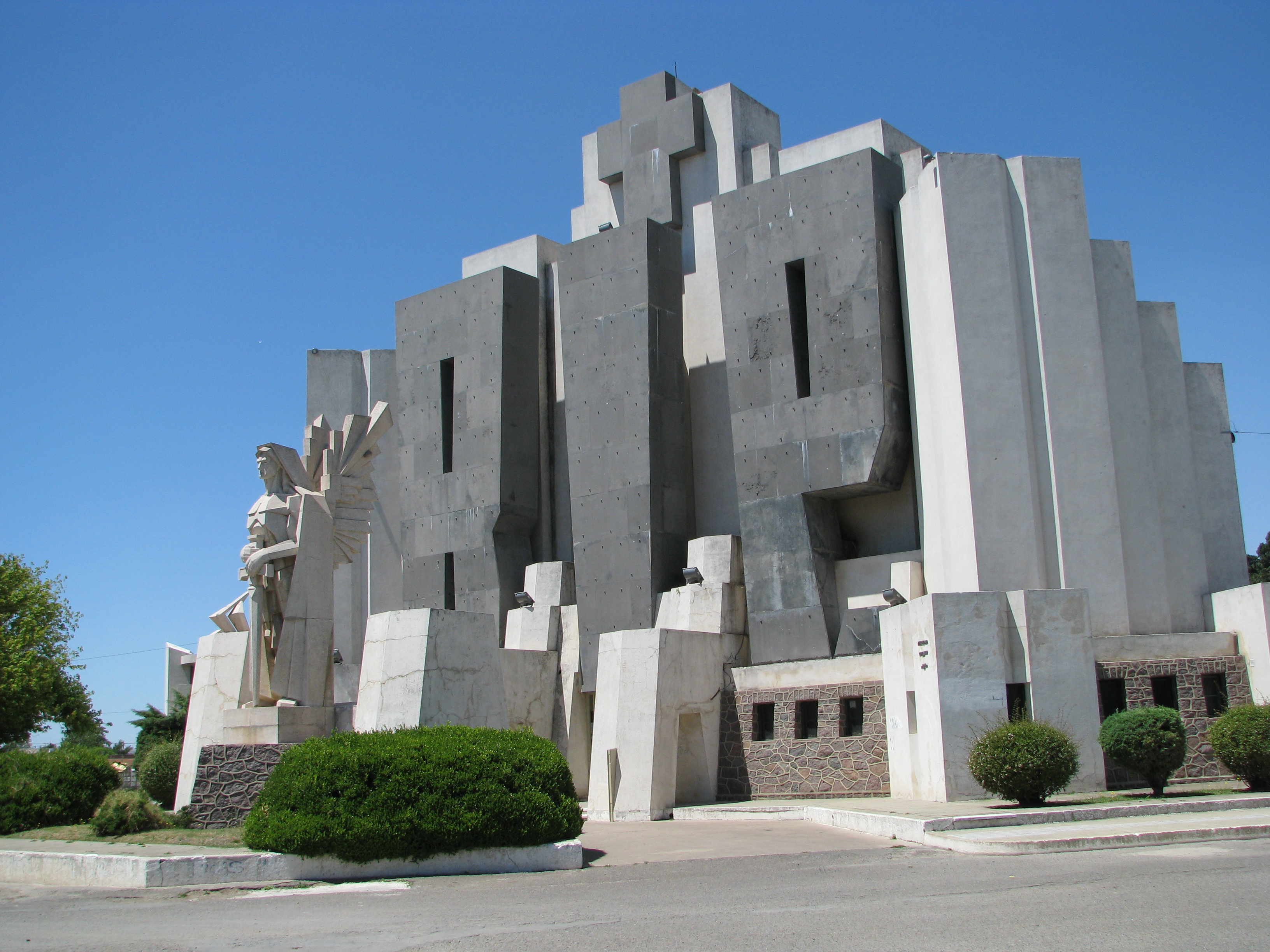
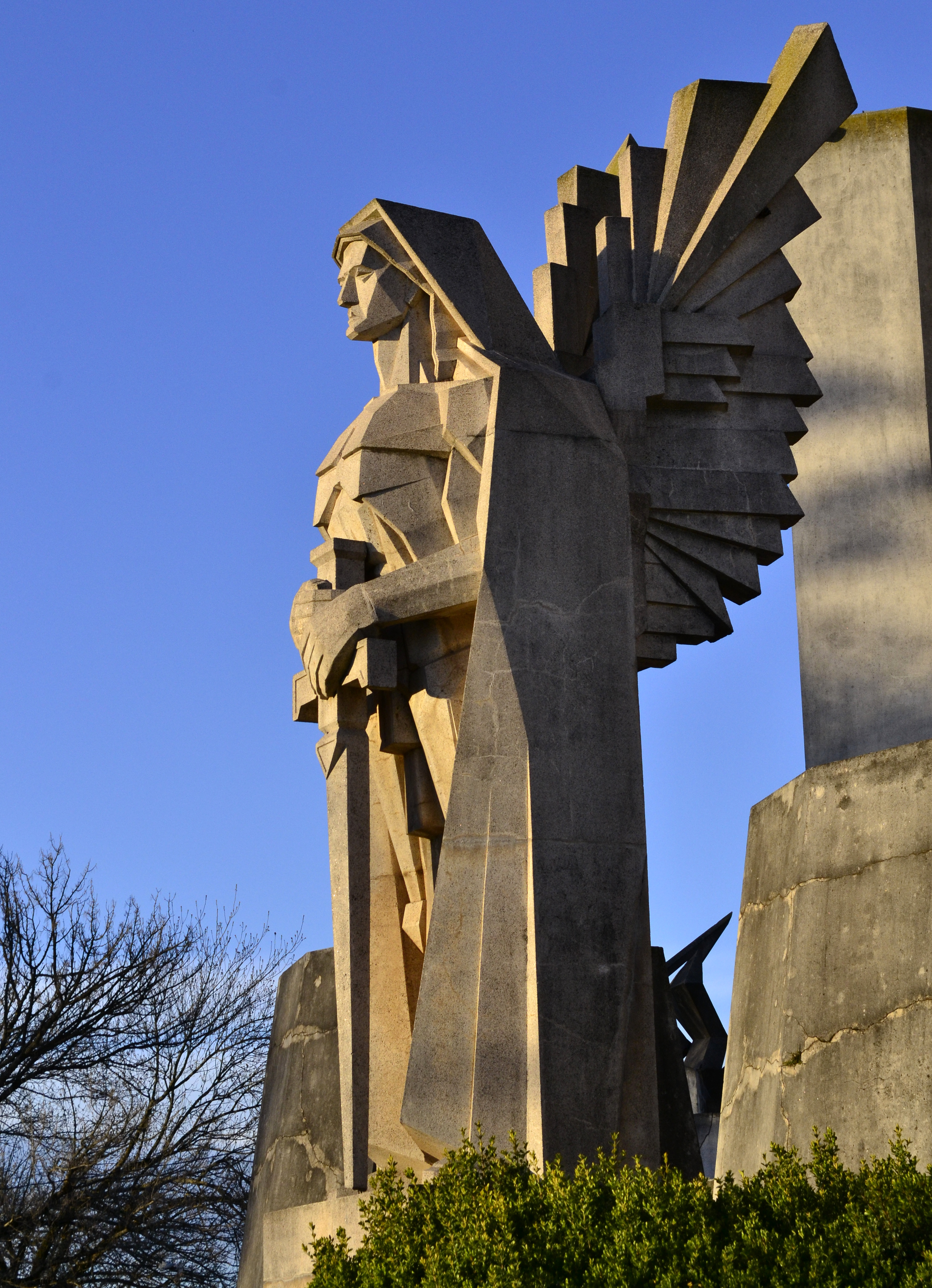
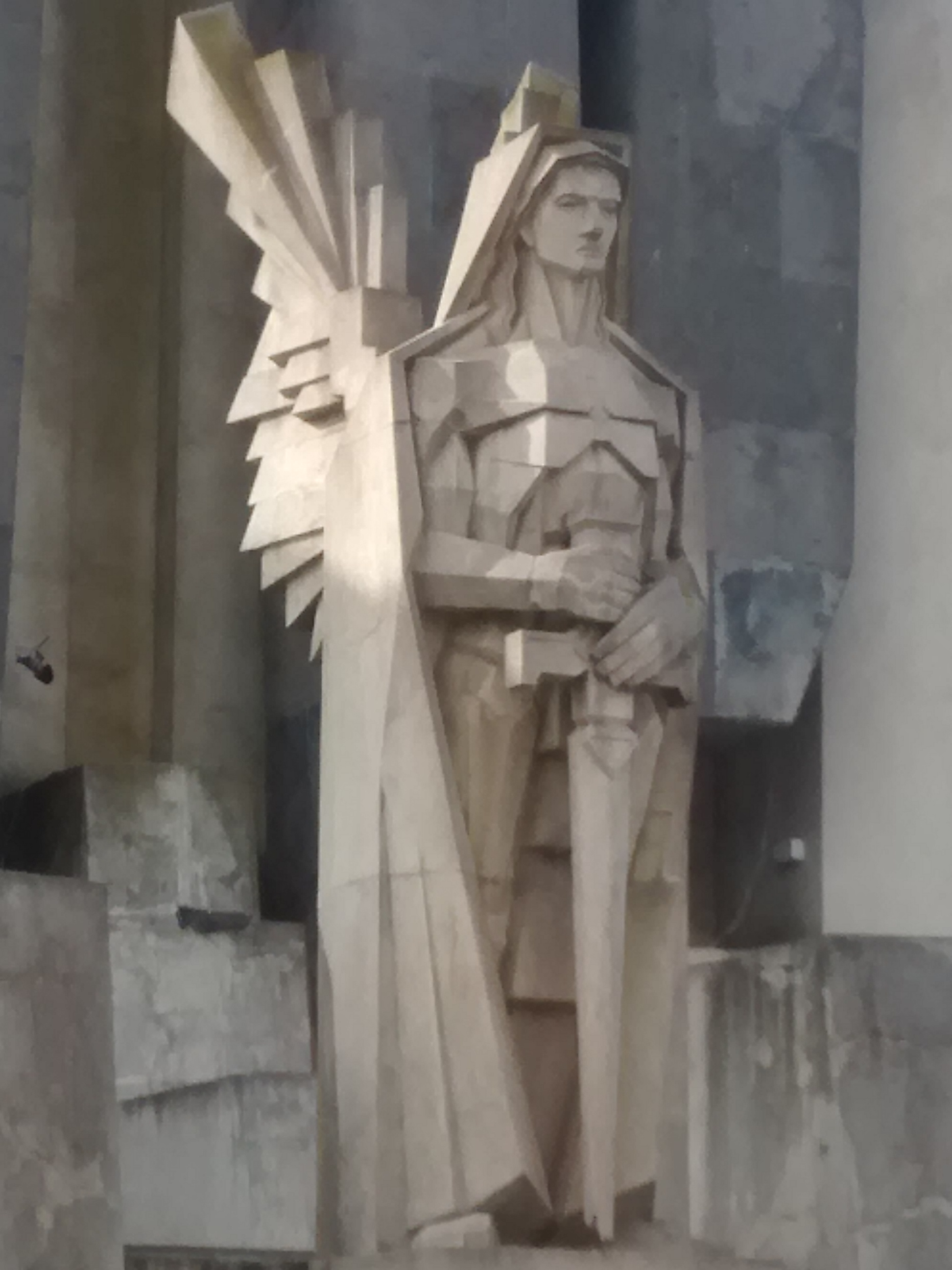